# 贝特克西
贝特克西，是西班牙瓦伦西亚自治区卡斯特利翁省的一个市镇。总面积21平方公里，总人口5315人（2001年），人口密度253人/平方公里。